# La vestale
 La vestale (Vestalinden) er en opera komponeret af Gaspare Spontini til en fransk libretto af Etienne de Jouy. Den blev uropført på Académie Royale de Musique i Paris den 15. december 1807.
La vestale er en berømt opera, men opføres kun meget sjældent. Der er flere optagelser af den. To af arier, "Tu che invoco" og "O Nume tutelar", er (i italiensk oversættelse) blevet indspillet af hhv. Maria Callas og Rosa Ponselle; disse arier er bedre kendt end værket som helhed.

## Roller
| Rolle                       | Stemmetype  | Originalbesætning, (Dirigent:) |
| --------------------------- | ----------- | ------------------------------ |
| Licinius,en romersk general | Tenor       | Étienne Lainez                 |
| Cinna, legionsfører         | Tenor       | François Lay (eller Lays)      |
| Ypperstepræsten             | Bas         | Henri Étienne Dérivis          |
| Julia, ung vestalinde       | Sopran      | Alexandrine-Caroline Branchu   |
| Den store vestalinde        | Mezzosopran | Marie-Thérèse Maillard         |
| Pontifex maximus            | Bas         | Duparc                         |
| En konsul                   |             |                                |

## Synopsis
Rom, ca 269 f.Kr.

### Akt I
Efter at være vendt tilbage til Rom efter en række sejre finder Licinius sin elskede Julia, der er blevet en præstinde for Vesta. Selvom Julia forsøger at undgå at Licinius' triumftog, bliver hun sendt af sted for at overrække ham en krans. Han fortæller hende, at han agter at kidnappe hende og vinde hende tilbage.

### Akt II
I Vestas tempel vogter Julia den evige flamme og beder om at blive fri for fristelsen. Licinius ankommer; de er henrykte, og mens de forsones, dør flammen ud. Licinius rådes af Cinna til at flygte. Julia forhøres af ypperstepræst, men nægter at angive Licinius. Hun dømmes til døden for tøjlesløshed.

### Akt III
På trods af Licinius' bønner skal Julia begraves levende. Selvom han indrømmer sin indtrængen i templet, hævder Julia ikke at kende ham. Et tordenvejr opstår, hvor et lyn genantænder den hellige flamme. Dette fortolkes som et tegn fra guderne, og ypperstepræsten og den store vestalinde frigiver Julia, der bliver gift med Licinius.